# Аполлон Тенейський
Аполлон з Тенеї або Курос з Тенеї – надмогильна статуя у вигляді юнака з Тенеї в Греції, зберігається під інвентарним номером 168 у Гліптотеці в Мюнхені.

## Короткий опис
Архаїчний Курос заввишки 1,53 метра був створений на північному сході Пелопоннесу близько 560 року до нашої ери. Статуя з пароського мармуру була знайдена в 1846 році приблизно за двадцять кілометрів на південь від Коринфа, на місці археологічних розкопок стародавньої Тенеї. 1853 року статую придбала мюнхенська Гліптотека.